# Quartiere 2 (Firenze)
La zona del quartiere 2 (Campo di Marte) si trova a nord-est di Firenze.
Fu Giuseppe Poggi con il suo piano d'ampliamento per Firenze capitale a decidere la creazione di un'area destinata a esercitazioni e parate militari, detta per questo motivo Campo di Marte. Il piano del 1865 lo situava in sinistra d'Arno, opposto alle Cascine, mentre con il progetto successivo, del 1877, il Campo di Marte fiorentino trovò la sua collocazione attuale, nei pressi del torrente Affrico, nel perimetro di viale Manfredo Fanti, collegato alla piazza delle Cure con il rettilineo viale dei mille (già viale militare). Nel settembre 1870 il Ministero della guerra accetta una modifica alle convenzioni sottoscritte nel 1868 con il comune di Firenze concedendo che «in occasione di grandi feste od altre circostanze straordinarie il municipio medesimo possa valersi del Campo di Marte per corse di cavalli od altri pubblici spettacoli». È una concessione importante che non solo stempera il rigore della servitù militare ma segna il destino del quartiere. A questo atto può essere ricondotta la vocazione sportiva e di accoglienza di ai grandi spettacoli del quartiere che — profittando della nuova viabilità destinata ad ospitare il passaggio di fanti, truppe a cavallo e carriaggi nonché della regimazione idraulica di questa area portata avanti per Firenze capitale — si avvierà intorno al 1870 con l'impianto sul viale militare (oggi dei mille) destinato ad ospitare le gare di pallone col bracciale. Simile vocazione si consoliderà ad inizio 900 con l’ospitalità garantita al Wild West Show di Buffalo Bill e con le gare aviatorie del 1910-1911.
Negli anni trenta del novecento la zona venne riconvertita a polo sportivo, e ancora oggi mantiene questa valenza ospitando i maggiori impianti sportivi della città.

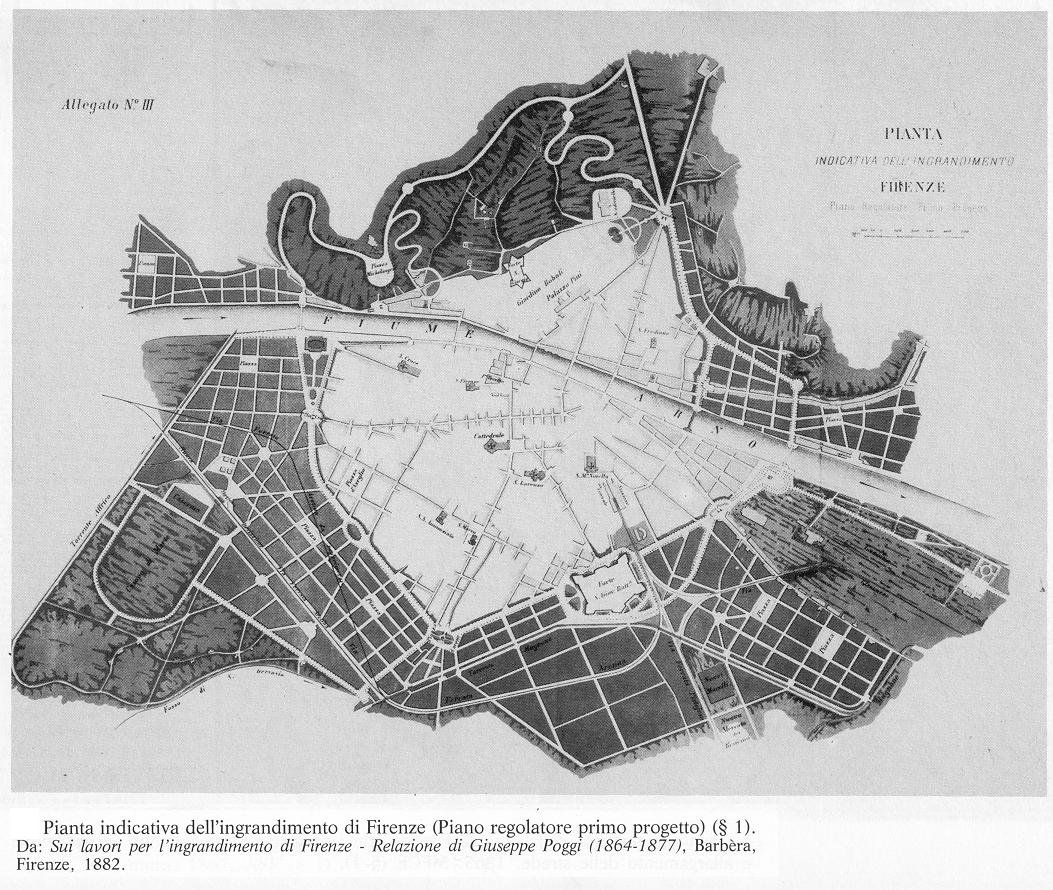
Progetto Poggi del 1877

## Storia
Nei primi del novecento sul Campo di Marte disputavono le proprie partite le prime società calcistiche di Firenze: una delle prime squadre a giocare su questo campo è stata la Florence Football Club seguita poi dall'Itala Foot Ball Club, in seguito la Juventus Foot-Ball Club, il Club Sportivo Firenze, Firenze FBC e la PGF Libertas.

## Luoghi d'interesse
I principali luoghi d'interesse e di rilevante importanza presenti nel quartiere sono:
- Lo stadio Artemio Franchi
- Lo stadio Luigi Ridolfi
- La piscina comunale Paolo Costoli
- Il Nelson Mandela Forum
- La stazione di Firenze Campo di Marte
- La chiesa dei Sette Santi Fondatori
- Il dismesso aeroporto di Firenze-Campo di Marte, a servizio della città di Firenze tra il 1910 e il 1930.
- Il tabernacolo di Baccio Bandinelli, situato in via dell'Arcolaio.

### Strade
Le principali strade del quartiere sono:
- Il lungo viale che assume il nome di viale dei Mille nella prima parte (dalla stazione delle Cure allo stadio Artemio Franchi) e di viale Pasquale Paoli nella seconda; su questo viale che attraversa gran parte del quartiere si affacciano i principali impianti sportivi oltre che la chiesa dei Sette Santi Fondatori.
- Il viale lungo l'Affrico.
- I viali di Circonvallazione ad ovest, che dividono questo quartiere dal quartiere 1 della città (il centro storico).
- Via Centostelle, che ricalca il percorso della vecchia via Cassia, con un tabernacolo presente all'altezza della chiesa dei Santi Fiorentini sul lato opposto.

### Piazze
- Piazza Vasari
- Piazza Fardella da Torrearsa
- Piazza S. Gervasio e Protasio

### Parchi
I parchi del quartiere sono: 
- Il giardino di Campo di Marte, intitolato nel novembre 2017 a Niccolò Galli, è situato sul viale Manfredo Fanti. È il principale parco frequentato da famiglie poiché dotato di attrezzature e giochi per bambini e contorna i principali impianti sportivi fiorentini quali lo stadio Artemio Franchi e l’impianto Sportivo Cerreti.
- Il parco di Villa il Ventaglio, situato in via Giovanni Aldini, nel quale è possibile ammirare l'omonima villa che ha il suo ingresso da via delle Forbici.
- Il parco degli ulivi, situato in viale Augusto Righi.

## Frazioni
Al Quartiere 2 afferiscono le frazioni di:
- Coverciano
- Ponte a Mensola, ormai inglobata nella città, si sviluppa lungo la via Gabriele D'Annunzio, in prossimità dell'omonimo torrente
- Settignano, posta sull'omonima collina

## Amministrazione

### Gemellaggi
Il quartiere è gemellato con:
- Amgala, Repubblica Democratica Araba dei Sahrawi.